# Maurice Ravel
Joseph Maurice Ravel (Ziburu, Iparralde, 7 de març de 1875 – París, 28 de desembre de 1937) va ser un compositor basco-francès del segle xx. La seva obra, amb un estil neoclàssic audaç, és el fruit d'una herència complexa i de recerques musicals que van revolucionar la música per a piano i per a orquestra. Reconegut com un mestre de l'orquestració i un artesà meticulós, conreà la perfecció formal tot restant profundament humà; Ravel va excel·lir a evocar "els jocs més subtils de la intel·ligència i les expansions més secretes del cor" (Le Robert).
Autor del cèlebre Boléro, és actualment un dels músics més interpretats arreu del món.

## Biografia

### 1875-1900: l'aprenentatge

#### Infantesa feliç
El seu pare, Joseph Ravel (1832 - 1908), era un enginyer d'anomenada, amb avantpassats suïssos i savoians (Ravez). Sa mare, Marie Delouart-Ravel (1840 - 1917), era basca, descendent d'una antiga família espanyola (Deluarte). Va tenir un germà, Édouard Ravel (1878 - 1960), amb qui va mantenir durant tota la vida un fort lligam afectiu.
El juny de 1875, la família Ravel es traslladà a París. Així doncs, les llegendes insistents que pretenen destacar un lligam entre la influència d'Espanya sobre l'imaginari musical de Maurice Ravel i els seus "orígens bascos" són exagerades, ja que el músic no va tornar al País Basc abans de complir els 25 anys. D'altra banda, des d'aleshores, va visitar regularment Donibane Lohizune (Saint-Jean-de-Luz) per passar-hi les vacances o per treballar.
La infantesa de Ravel va ser feliç. Els pares, atents i cultivats, habituals dels cercles artístics, van encoratjar les primeres passes del seu fill, el qual palesava des de ben menut uns dots musicals excepcionals. Va començar l'estudi del piano a l'edat de sis anys, sota el mestratge de Henry Ghys, i va rebre precoçment les ensenyances de Charles René (harmonia, contrapunt, composició). El clima artístic i musical, prodigiosament fecund, del París de la fi del segle xix no podia més que donar suport a la progressió del petit Maurice.
"Des de ben menut, era sensible a la música —a tota mena de música. Mon pare, més instruït en aquesta art que no ho acostumen a ser la major part dels afeccionats, va saber desenvolupar els meus gustos i ben aviat va estimular la meva dedicació." (Ravel, Esquisse autobiographique, 1928)

#### Esdevenidor prometedor

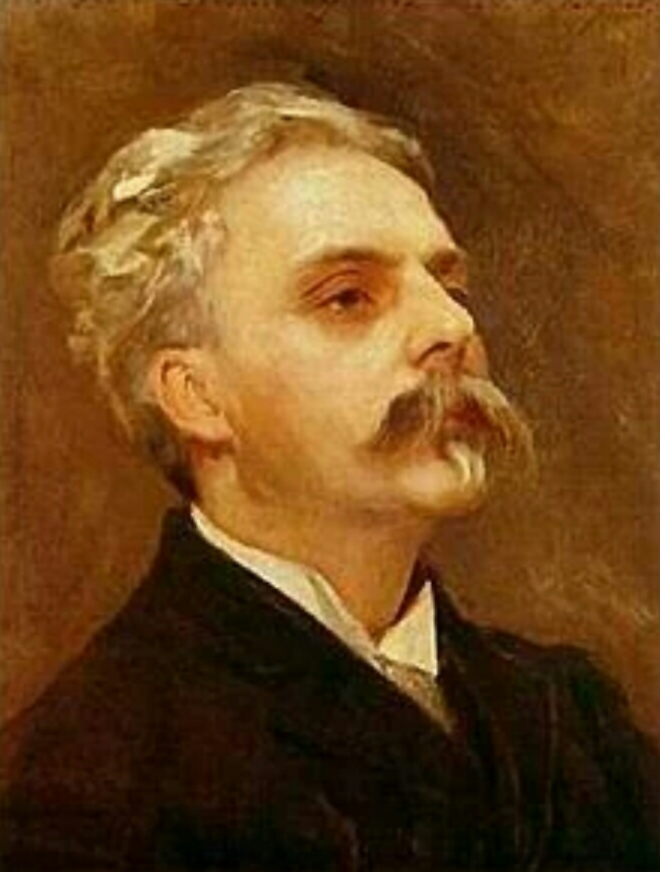
Gabriel Fauré (1845-1924) va ser professor de Ravel, que li va dedicar els seus Jeux d'eau i el seu Quartet

Admès al Conservatori de París el 1889, Ravel esdevingué alumne de Charles de Bériot i va fer amistat amb el pianista català Ricard Viñes, que es va convertir en intèrpret entusiasta de les seves millors obres. Trasbalsat per la música d'Emmanuel Chabrier i d'Erik Satie, admirador de Mozart, Saint-Saëns i Debussy, influït per la lectura de Baudelaire, Poe, Étienne Bonnot de Condillac, Villiers de l'Isle-Adam i sobretot de Mallarmé, Ravel va manifestar precoçment un caràcter ferm i un esperit musical molt independent. Les seues primeres composicions en van donar prova: Ballade de la reine morte d'aimer (1894), Sérénade grotesque (1894), Menuet antique (1895), Havanera per a dos pianos (1895), eren ja empremtes d'una gran personalitat i d'un bon control de les tècniques compositives, de manera que el seu estil evolucionaria poc.
El 1897 Ravel accedí a la classe de contrapunt d'André Gedalge. El mateix any, Gabriel Fauré esdevingué el seu professor de composició. Aquest últim va jutjar el compositor amb benevolència i va saludar «un molt bon alumne, treballador i puntual, amb una sinceritat corprenedora».
A la fi dels seus estudis va veure la llum l'Obertura de Shéhérazade (estrenada al maig de 1899 entre els xiulets del públic; cal no confondre-la amb la versió per a veu de dona i orquestra) i la famosa Pavane pour une infante défunte, que continua sent la seua obra per a piano més interpretada pels melòmans aficionats, tot i que l'autor no se l'estimava gaire.
Amb el naixement del nou segle, el jove Ravel ja era un compositor reconegut, i les seues obres es prenien en consideració. Amb tot, el seu ascens a la celebritat no seria cosa fàcil. L'audàcia de les seves composicions i la seva admiració declarada cap als revolucionaris Chabrier i Satie li comportarien moltes enemistats entre el cercle dels tradicionalistes.

### 1900-1918: el gran període

#### Prix de Rome
Les quatre candidatures de Ravel al Prix de Rome (1901, 1902, 1903, 1905) van concloure en notables fracassos. Segon al Grand Prix del 1901 (darrere d'André Caplet i Gabriel Dupont), va ser eliminat ben prematurament el 1902 i el 1903, abans de ser exclòs el 1905 per excedir en uns mesos la limitació d'edat. Aquest darrer esdeveniment va provocar un escàndol (Romain Rolland principalment, va assumir la defensa de Ravel), que desembocà en la dimissió de Théodore Dubois, aleshores director del Conservatori de París, i al seu reemplaçament per Fauré. Més enllà del soroll mediàtic que es va desencadenar per l'oposició entre els conservadors i els modernistes, "l'afer Ravel" va contribuir a fer que fos més conegut el nom del músic.

#### Primeres obres mestres
És amb els Jeux d'eau (Jocs d'aigua) per a piano, datats el 1901, quan s'aferma la personalitat musical de Ravel, que anava a continuar un camí independent entre la riquesa de les avantguardes musicals de l'època (encara que Ravel haja patit durant molt de temps l'etiqueta de debussysta). La seua timidesa, el seu pudor, el gust per l'exotisme i la fantasia, la recerca quasi obsessiva de la perfecció formal van irradiar la seua obra en el curs del període que s'estén des del 1901 al 1908: Quartet de cordes en fa major (1902), melodies de Shéhérazade (1904), Miroirs i Sonatina per a piano (1905), Introduction et allegro per a arpa (1906), Rapsòdia espanyola (1908), Ma mère l'Oye (1908), suite per a piano sobre contes clàssics dedicats als fills dels seus amics Godebski, i després la seva obra mestra pianística, Gaspard de la nuit (1908), inspirada en un poema d'Aloysius Bertrand.

#### Èxits i decepcions

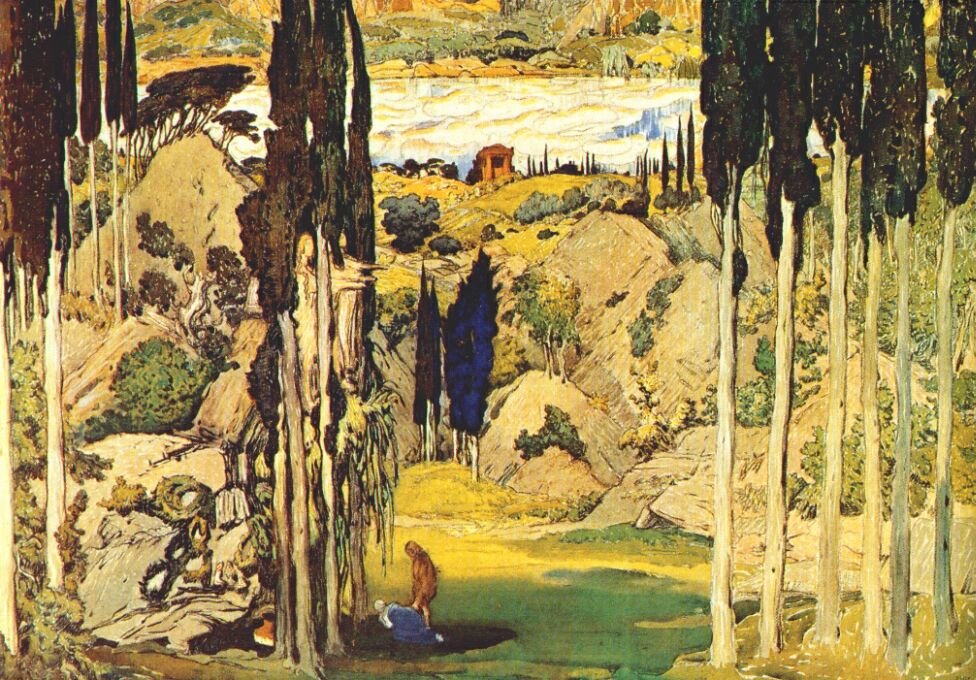
Evocació simfònica de la Grècia antiga, Daphnis et Chloé és l'obra més monumental de Ravel. Decorats concebuts per Léon Bakst per a l'estrena de l'obra el 1912

En l'abril de 1909 Ravel es troba a Londres, a casa de Ralph Vaughan Williams, amb ocasió de la primera gira de concerts a l'estranger. A Londres hi pot apreciar que ja era conegut i estimat a l'altra banda del canal de la Mànega. Va ser el 1910 (amb Charles Koechlin i Florent Schmitt principalment) un dels fundadors de la Société Musicale Indépendante, creada amb l'objectiu de promoure la música contemporània, i en contraposició a la Société Nationale de Musique, bastant més conservadora, aleshores presidida per Vincent d'Indy.
Dues obres majors anaven a proporcionar-li un munt de dificultats: L'Heure espagnole en primer lloc, òpera sobre libretto de Franc-Nohain, conclosa el 1907 i estrenada el 1911, va ser mal acollida pel públic i sobretot per la crítica (que va acusar-la de pornogràfica). Ni l'humor encisador del libretto ni les audàcies orquestrals de Ravel van ser compresos. Més endavant el ballet Daphnis et Chloé. Amb el títol de Simfonia Coreogràfica, amb l'ús de cors sense paraules, Daphnis et Chloé és una visió sobre la Grècia clàssica que Ravel volia propera d'aquella que van retratar els pintors francesos del segle xviii. L'argument de l'obra va ser redactat conjuntament per Michel Fokine i el mateix Ravel. Es tracta de l'obra més llarga del compositor, i en què va invertir més treball. L'acollida de l'obra en la seva estrena, el juny de 1912, també va ser desigual, cosa que va desil·lusionar el compositor.
El 1913, home fidel, Ravel va donar suport incondicional al seu amic Stravinski arran de l'escàndol provocat per l'estrena de Le Sacre du printemps (La consagració de la primavera) a París. Aquest període, que va precedir la guerra, va ser descrit més tard per Ravel com el més feliç de la seua vida. Aleshores residia a l'avinguda Carnot, ben a prop de la place de l'Étoile.

#### La guerra
L'agost de 1914, la Primera Guerra mundial sorprèn Ravel en plena composició del seu Trio en la menor que va ser finalment estrenat el 1915. Des de l'inici del conflicte, el compositor intenta allistar-se, però va ser rebutjat per la seva escassa talla. A partir de llavors, la inacció esdevingué una tortura per a Ravel. A força de gestions, va acabar fent-se allistar com a xofer de camió (març de 1916) i va ser enviat al front, prop de Verdun. Víctima d'una peritonitis, va ser operat abans de ser desmobilitzat. En gener de 1917 va assabentar-se de la mort de sa mare, notícia que el va submergir en un turment sense comparació amb el causat per la guerra —en realitat no s'hi va recuperar mai. Tanmateix, la seva activitat creadora, tot i alentida, va resistir totes aquestes proves del destí. Aquest mateix any, va concloure les sis peces per a piano agrupades sota el títol de Le Tombeau de Couperin, elaborades en un estil neobarroc francès que va dedicar als seus amics morts en la guerra.
Així acabava el "gran període" de Ravel. Correspon a aquesta època la imatge àmpliament admesa del Ravel dandy, home en efecte fred i distant, emmascarat rere una afectació i una elegància acuradament calculades. Tanmateix, no res trairà millor la seua vertadera naturalesa que les obres mestres compostes a partir de 1918.

### 1918-1928: Ravel es desemmascara

#### Hereu de Debussy

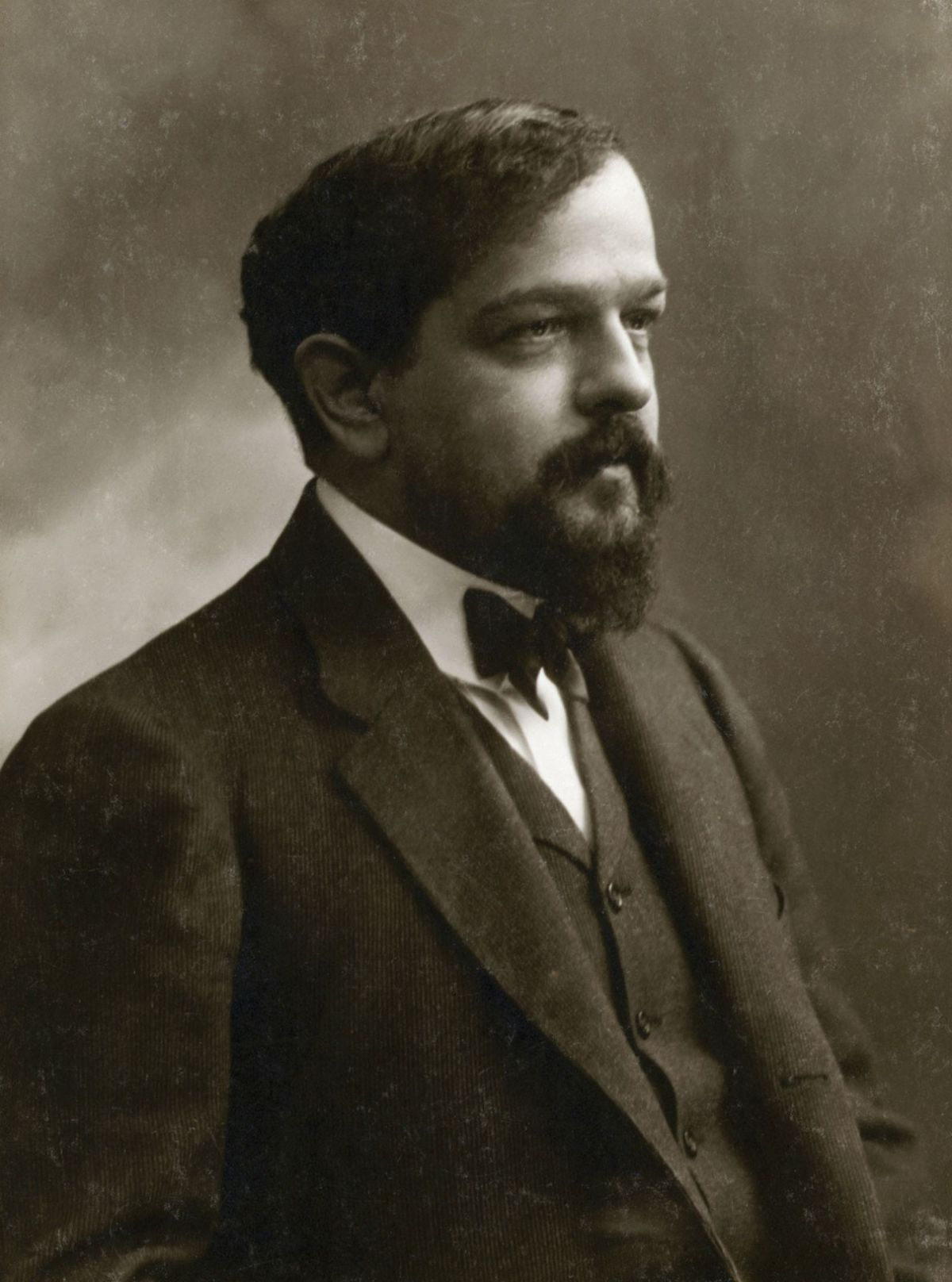
La mort del gran Claude Debussy (1862 - 1918), tan admirat pel músic, deixà a Ravel la feixuga tasca de conduir la música francesa. A la seua memòria va compondre la Sonata per a violí i violoncel

1918: la guerra, conclosa, s'havia endut les il·lusions de la Belle époque i havia canviat el músic, tal com havia canviat els milions d'individus mobilitzats en el gran cataclisme. La màscara del dandy havia caigut, i va ser un altre Ravel el que va sorgir d'aquesta dolorosa experiència. La seva producció musical es va alentir considerablement (una obra per any per terme mitjà, excloent-ne les orquestracions), però la intensitat creativa es va amplificar i la inspiració va trobar-se alliberada.
Passen els anys, i després de la desaparició de Claude Debussy en març del 1918, Ravel és considerat com el més gran compositor francès viu. Ell, que havia patit fracassos en la primera part de la seva carrera, gaudia ara tots els honors, i no va ser sense desimboltura que va reaccionar a l'anunci de la seva promoció al rang de cavaller de la legió d'Honor el 1920: es va permetre el luxe de refusar la distinció. Satie va ironitzar: «Ravel rebutja la legió d'Honor, però tota la seva música l'accepta».
La primera obra mestra després de la guerra va ser La Valse, poema simfònic dramàtic encarregat per al ballet de Serguei Diàguilev i estrenat en abril del 1920 en presència de Stravinski. A la memòria de Debussy, Ravel va compondre seguidament la seua gran Sonata per a violí i violoncel que va estrenar la seua violoncel·lista fetitxe, Hélène Jourdan-Morhange.

#### Montfort-l'Amaury
El 1921, Ravel s'instal·là a Montfort-l'Amaury, amb la intenció d'adquirir "una petita bicoca a menys de 30 quilòmetres de París": el Belvédère. En aquesta residència, avui un museu, va viure fins a la seva mort. Ací va compondre la major part de les seves darreres obres, com les tres Chansons Madécasses sobre poemes d'Évariste Parny i Tzigane, rapsòdia de concert, el 1924, portant una vida tranquil·la de solter. El Belvédère es va impregnar ràpidament de la personalitat del músic, que en va fer, residint-hi, un veritable museu (col·lecció de porcellanes asiàtiques, joguines mecàniques, rellotges). Va ser també la seu incontrovertida del cenacle ravelià (entre d'altres, Léon-Paul Fargue, Maurice Delage, Florent Schmitt, Arthur Honegger, Marguerite Long, Hélène Jourdan-Morhange i els seus dos fidels alumnes, Alexis Roland-Manuel i Manuel Rosenthal). Tot i ser reservat i púdic, Ravel va gaudir d'una rica vida social. Tanmateix, les aparences no podien amagar completament la soledat i la tristesa d'aquest home, que va trobar una escapatòria en la intensificació de la seua activitat creativa (orquestració de Quadres d'una exposició de Mússorgski, 1922) i en una sèrie de gires per l'estranger (Països-Baixos, Itàlia, Anglaterra, Espanya).

#### Lirisme iblues
El 1925, any del 50è aniversari del compositor, va veure l'estrena de l'obra potser més original de Maurice Ravel: L'Enfant et les Sortilèges. El projecte d'aquesta fantasia lírica es remuntava al 1919, quan a Colette li fou proposada per Jacques Rouché (aleshores director de l'Òpera de París) la col·laboració de Ravel per posar en música un poema seu, titulat en principi Divertissement pour ma fille. L'acollida del públic en l'estrena a l'Òpera de Montecarlo en març de 1925 fou freda, però la posteritat va donar a aquesta joia el lloc que mereixia entre el repertori líric. Colette ha narrat amb humor la manera exclusivament professional i distant amb què Ravel la va tractar al llarg de l'elaboració d'aquest projecte. El 1927, en concloure la Sonata per a violí i piano, en què se sent un ritme de blues, celebrada a tot arreu, Ravel va accedir al reconeixement del món musical.

### 1928-1932: al cim de la glòria

#### Ravel a Amèrica

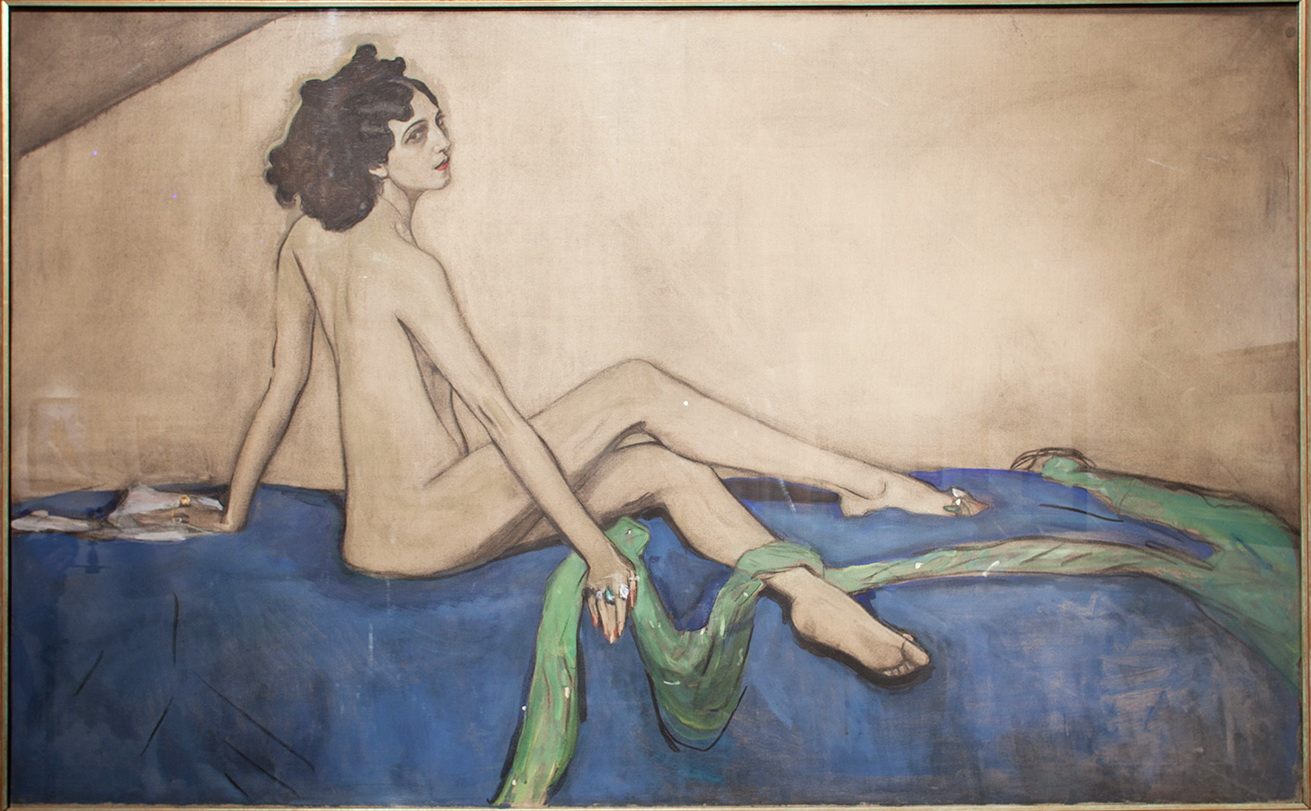
La ballarina i mecenes russa Ida Rubinstein (1885 - 1960) era amiga de Ravel. Va ser ella la inspiradora i a qui anava dedicat el Boléro. Retrat de Valentín Serov

El 1928 va ser per Ravel l'any de la seva consagració. Va efectuar de gener a abril una gegantina gira de concerts als Estats Units i al Canadà que li va reportar, en cada ciutat visitada, un immens èxit. Va presentar-se com a pianista amb la seva Sonatina; va dirigir orquestres, va donar conferències sobre música, de les quals ens ha arribat alguna gravació. També per a ell va ser l'ocasió d'admirar la bellesa d'aquest continent, bressol del jazz, al qual era tan afeccionat. Hi conegué George Gershwin, de qui admirava molt la música. A aquest, que més tard va visitar França i va demanar lliçons a Ravel, li va respondre negativament, argumentant: «perdríeu la meravellosa espontaneïtat de la vostra melodia component un dolent Ravel».

#### Boléro
De retorn a casa, Ravel va posar-se mans a l'obra amb la peça que hauria d'esdevenir la més cèlebre i interpretada d'entre les seues. La cèlebre coreògrafa Ida Rubinstein li havia encarregat el 1927 un "ballet de caràcter espanyol" per al qual el músic va adoptar un vell ritme andalús: el Boléro. L'obra, que té la particularitat de durar un quart d'hora amb només dos temes i un ritornello, va ser estrenada el 22 de novembre de 1928 davant un pati de butaques una mica estupefacte. La seua difusió va ser de seguida immensa (avui comença a sonar el Boléro cada quart d'hora en alguna part del món). Ravel havia signat una autèntica obra mestra a partir d'un material quasi insignificant, però ell mateix es va sentir exasperat per l'èxit d'aquesta partitura, que considerava més aviat un experiment i "buida de música".
L'octubre de 1928, Ravel va rebre el doctorat honoris causa en música a la Universitat d'Òxford. En la seva ciutat natal, es va inaugurar en setembre de 1929 el moll que porta el seu nom.

#### Darreres obres mestres

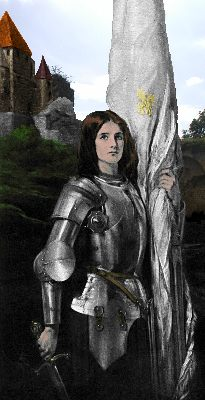
Joana d'Arc o el gran somni irrealitzat del músic colpejat per la malaltia. «Mai no faré la meua Jeanne d'Arc, aquesta òpera és ací, al meu cap, l'escolte però mai no l'escriuré, és el final, ja no puc escriure més música.» (Ravel, nov. 1933)

Del 1929 al 1931, Ravel va concebre les seues dues darreres obres. Compostes simultàniament i estrenades amb pocs dies de diferència, els dos concerts per a piano i orquestra són, no obstant això, dues obres ben diferents. Al Concert per a la mà esquerra, obra grandiosa banyada d'una trista llum i farcida de fatalisme, el va seguir l'esplendorós Concert en sol, el moviment lent del qual constitueix una de les més íntimes meditacions musicals del compositor. El Concert per a la mà esquerra va ser escrit per al pianista austríac Paul Wittgenstein (1887-1961), al qual li havia estat amputat el braç dret a causa de ferides sofertes en la Primera Guerra Mundial (Richard Strauss, Serguei Prokófiev, Paul Hindemith, Erich Wolfgang Korngold o Benjamin Britten entre d'altres, van escriure per a ell, però ha estat l'obra de Ravel la de més recorregut a les sales de concert).
Amb les tres cançons Don Quichotte à Dulcinée compostes el 1932 sobre un poema de Paul Morand, els concertos posen el punt final a la producció musical de Maurice Ravel.
El 1932, el compositor va fer una triomfal gira de concerts per Europa central en companyia de la pianista Marguerite Long per presentar, entre d'altres, el seu Concert en sol. Retornat a França, després d'haver gravat aquest concert sota la seua direcció, Ravel només tenia dos projectes: un ballet, Morgiane, inspirat en les Mil i una nits, i sobretot una gran òpera, Joana d'Arc, basada en la novel·la de Joseph Delteil. Tanmateix, aquest impuls va ser interromput.

### 1933-1937: un final dramàtic
A partir de l'estiu del 1933, Ravel va començar a presentar signes d'una malaltia neurològica que el condemnaria al silenci durant els quatre darrers anys de la seva vida. Problemes amb l'escriptura, la motricitat, i el llenguatge en van ser les primeres manifestacions, tot i que la seva intel·ligència estava intacta i, per tant, continuava podent pensar la seva música, però sense poder-la escriure o interpretar-ne una sola nota. L'òpera Jeanne d'Arc, a la qual el compositor donava tanta importància, no veuria mai la llum. Hom sospita que un traumatisme cranial, a conseqüència d'un accident de taxi del qual va ser víctima l'octubre de 1932, va precipitar les coses, però Ravel semblava conscient del problema des de feia uns anys (la tesi de la malaltia de Pick continua sent discutida). El públic va restar durant molt de temps en la ignorància de la malaltia del músic. A cada una de les seues aparicions públiques recollia aclamacions, cosa que feia encara més dolorosa la inactivitat.
El 1935, a proposta d'Ida Rubinstein (a qui dedicà el Boléro), Ravel emprengué un últim viatge a Espanya i al Marroc que li va suposar una certa millora en la seva salut, però passatgera. El músic es va retirar definitivament a Montfort-l'Amaury, on, fins a la seva mort, va comptar amb la fidelitat i el suport dels seus amics i de la seva fidel governanta, Madame Révelot. La malaltia va continuar progressant. El desembre de 1937 es va intentar a París una desesperada intervenció quirúrgica de cervell. El 28 de desembre de 1937 va morir Maurice Ravel, a l'edat de 62 anys. La seva mort va provocar arreu del món una vertadera consternació, que la premsa va reflectir en un homenatge unànime. Les despulles del compositor reposen al cementeri de Levallois-Perret al costat del seu germà i els seus pares.
Amb Ravel, desapareixia el darrer representant d'una generació de músics que havien sabut renovar l'escriptura musical sense haver de renunciar als principis heretats del classicisme. Per això mateix és l'últim compositor francès l'obra integral del qual, sempre innovadora i mai retrògrada, gaudeix de projecció universal.
«Mai no he sentit la necessitat de formular, bé per altri o per mi mateix, els principis de la meua estètica. Si ho haguera hagut de fer, hauria demanat permís per emprar la simple declaració que Mozart va fer respecte a aquest tema. Ell es limitava a dir que la música pot emprendre-ho tot, intentar-ho tot i descriure-ho tot, sempre que encise i continue a romandre sempre música» (Ravel, Esquisse autobiographique, 1928)

## Ravel i el seu art

### Les influències

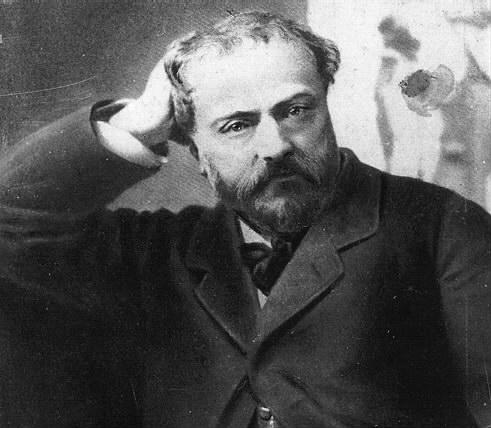
Ravel considerava Emmanuel Chabrier (1841-1894) un dels seus principals models

Nascut en una època més que propícia per l'eclosió de les arts, Ravel es va beneficiar d'influències ben diverses. Tanmateix, com remarca Vladimir Jankélévitch en la seva biografia, «Cap influència no podria vantar-se d'haver-lo conquerit sencer (...). Ravel roman zelosament inabastable darrere de totes les màscares que li proporcionen els esnobismes del segle».
Per això, la música de Ravel apareix com absolutament original, com la de Debussy, i fins i tot inclassificable segons l'estètica tradicional. Ni absolutament modernista ni simplement impressionista, s'inscriu en la línia del classicisme francès del segle xviii, de la qual va ser el corol·lari. Ravel, per exemple (a l'inrevés que el seu contemporani Stravinski), mai no va renunciar a la tonalitat, cosa que no va ser obstacle a les seves recerques de noves solucions als problemes plantejats per l'harmonia i l'orquestració, i d'obrir nous camins a l'escriptura pianística.

#### De Chabrier aljazz
De Fauré i Chabrier (Sérénade grotesque, Pavane pour une infante défunte, Menuet antique) a la música negra nord-americana (L'Enfant et les Sortilèges, Sonata per a violí, Concert en sol) passant per l'escola russa (À la manière de... Borodine, orquestració dels Quadres d'una exposició), Satie i Debussy (Jeux d'eau, Quartet de corda), Couperin i Rameau (Le Tombeau de Couperin), Chopin i Liszt (Gaspard de la nuit, Concert per a la mà esquerra), Schubert (Valsos nobles i sentimentals) i, per fi, Saint-Saëns i Mozart (Concert en sol), Ravel va saber fer la síntesi de corrents extremadament variats i imposar el seu estil des de les primeres obres. Aquest estil quasi no va evolucionar al llarg de la seva carrera sinó, com ell mateix deia, en el sentit d'una «austeritat portada a l'extrem» (Sonata per a violí i violoncel, Chansons madécasses).

#### L'éclèctic

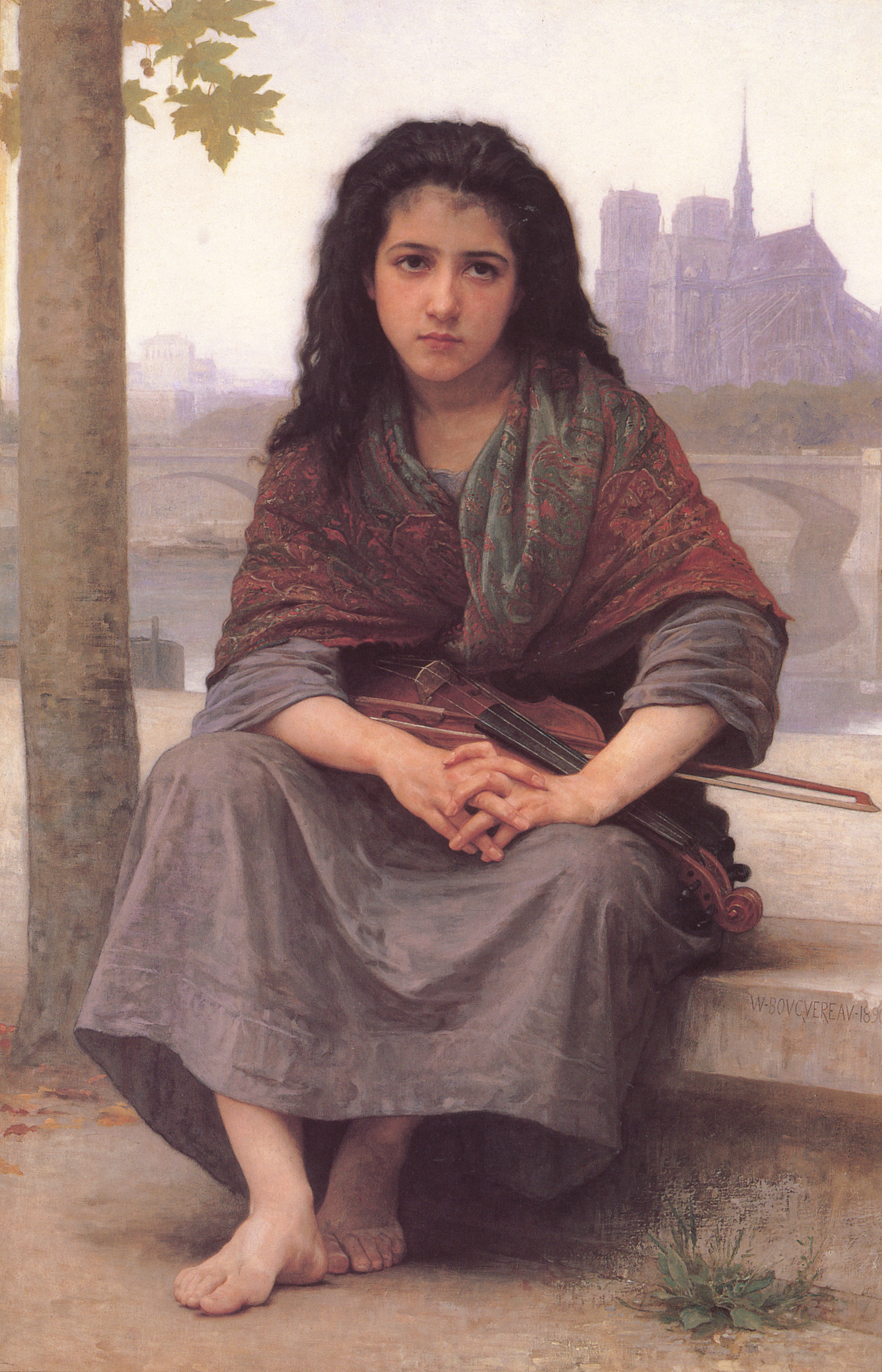
Enamorat de les sonoritats exòtiques, Ravel va entusiasmar-se amb la música gitana que va inspirar-li la seua Rapsòdia de concert per a violí i orquestra (1924). Quadre de Bouguereau

Compositor eclèctic per excel·lència, Ravel va treure profit del seu interès per músiques de tots els orígens. La notòria influència que va tenir sobre el seu imaginari musical el País Basc (Trio en la menor) i sobretot Espanya (Havanera, Pavana per una infanta difunta, Rapsòdia Espanyola, Boléro, Don Quichotte à Dulcinée) té molt a veure amb la seua popularitat internacional, però basteix també la imatge d'un músic sempre enamorat de ritmes i músiques folklòriques. L'Orient (Shéhérazade, Introduction et Allegro, Ma mère l'Oye), Grècia (Daphnis et Chloé, Chansons populaires grecques) i les sonoritats gitanes (Tzigane) el van inspirar igualment.
La música negra nord-americana, que li va fer descobrir Gershwin amb ocasió de la gira americana de 1928, va fascinar Ravel. En va introduir moltes referències en les obres mestres de la seua última etapa creativa (ragtime en l'Enfant et les sortilèges, blues en el segon moviment de la Sonata per a violí, jazz en el Concert en sol i el Concert per a la mà esquerra).
Finalment, cal ressaltar la fascinació que va exercir el món infantil sobre Ravel. Sia en la seua pròpia vida (inclinació absoluta, quasi infantil, a sa mare, col·lecció de joguines mecàniques...) o en la seua obra (de Ma mère l'Oye a l'Enfant et les sortilèges), Ravel va expressar sovint una extrema sensibilitat i un gust especial per la fantasia i el món dels somnis.

### L'orfebre del so
«Renuncie simplement però absolutament a confondre la consciència de l'artista, que és una cosa, amb la seua sinceritat, que n'és una altra (...). Aquesta consciència exigeix que desenvolupem en nosaltres el bon obrer. El meu objectiu és, doncs, la perfecció tècnica. Hi puc aspirar sense fi, perquè estic segur de no atènyer-la mai. L'important és acostar-s'hi cada vegada més. Tant l'art com l'artista, a parer meu, no deuen tenir un altre objectiu.» (Ravel, Esquisse autobiographique, 1928).
Aquesta recerca de la perfecció va ser tan favorable respecte als seus èxits entre el gran públic com desfavorable de cara a certs crítics. Mentre que el seu amic Stravinski elogiava la seva meticulositat qualificant-lo de rellotger suís, hi va haver d'altres que van qualificar la seva música d'eixuta, freda o artificial. Ravel, que no renegava del seu amor als artificis i els mecanismes però cercava sempre, citant Edgar Allan Poe, «el punt intermedi entre la sensibilitat i la intel·ligència», va replicar amb una frase que ha esdevingut cèlebre: «Tanmateix, és que mai se li ha acudit a l'esperit d'aquesta gent que jo puc ser "artificial" per naturalesa?»
Sigui com sigui, de la increïble obertura de l'Heure espagnole a les onomatopeies de l'Enfant et les sortilèges, del pedal obstinat en si bemoll del Gibet en Gaspard de la nuit a la rigidesa rítmica i temporal del Boléro, aquest entestament en la recerca de la perfecció sonora i aquest gust pel risc formen part integrant de la llegenda raveliana.

### L'orquestrador
Ravel va ser, segons Marcel Marnat, "el més gran orquestrador francès" i en l'opinió de nombrosos melòmans, especialistes o no, un dels millors de la història de la música occidental. La seua obra més cèlebre, el Boléro, no deu el seu desenvolupament a la variació dels timbres i a un immens crescendo de l'orquestra?

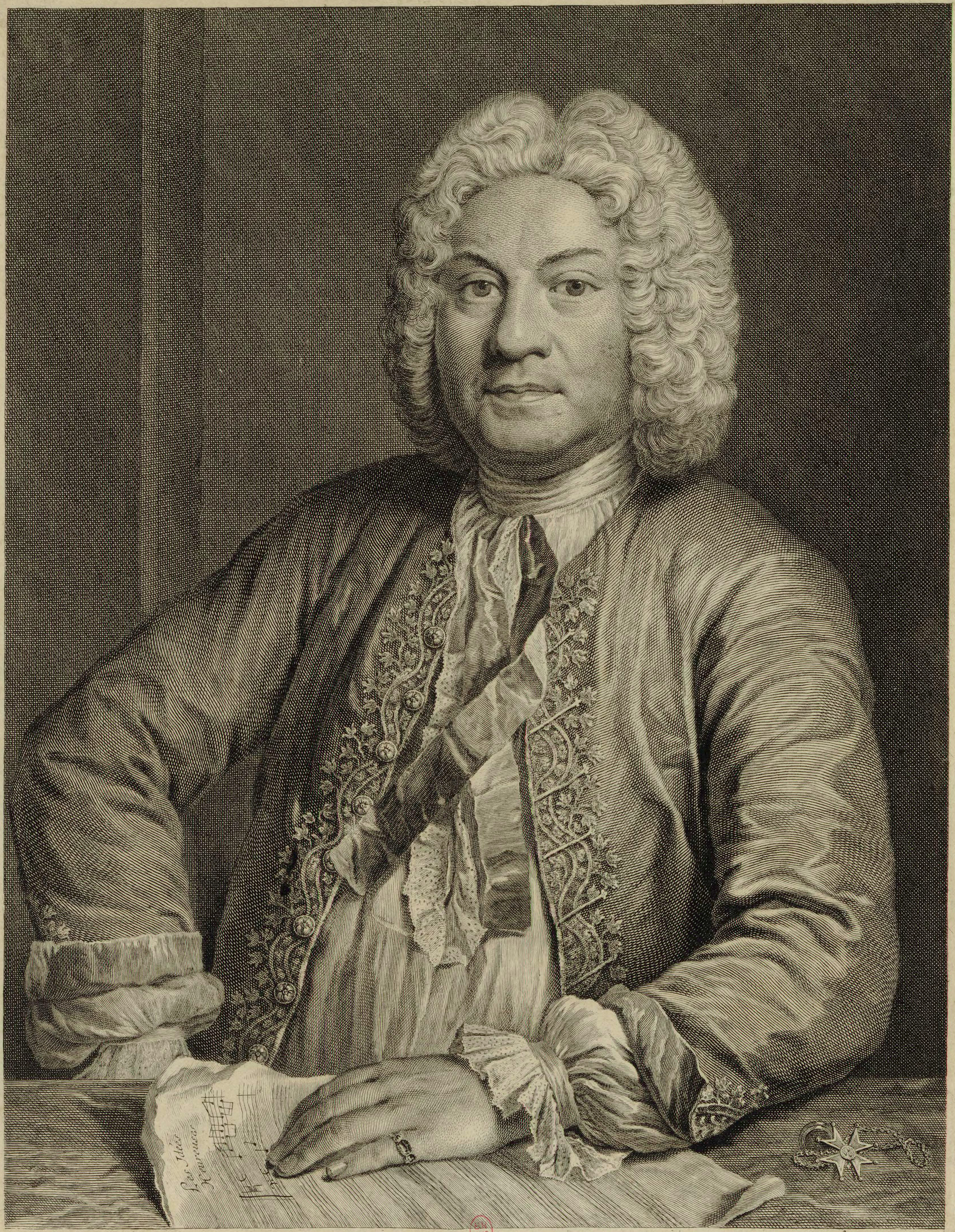
Retrat de François Couperin. Le Tombeau de Couperin (1917). L'homenatge pòstum a Couperin, amb estil neoclàssic, és un reconeixement a l'època de Couperin i de Rameau

Mestre en la combinació dels timbres (malgrat no ser massa adepte de nombrosos instruments), sempre cercant l'equilibri harmoniós més subtil, Ravel va saber adaptar nombroses obres originals (molt sovint escrites per a piano) a l'orquestra, tant si eren pròpies (Ma mère l'Oye, 1912, Valses nobles et sentimentales, 1912, Alborada del gracioso, 1918, Le Tombeau de Couperin, 1919...) com dels més eminents dels seus col·legues: Mússorgski (Khovànxtxina, 1913), Schumann (Carnaval, 1914), Chabrier (Menuet pompeux, 1918), Debussy (Sarabande et Danse, 1923) o fins i tot Chopin (Etude, Nocturne et Valse, 1923).
Tanmateix, va ser l'orquestració dels cèlebres Quadres d'una exposició de Mússorgski, comanda de Serge Koussevitzky conclosa el 1922, la que va assentar definitivament la reputació internacional de Ravel en la matèria. La seva versió resta com la referència i eclipsa les d'altres compositors que ho han intentat. Els Quadres orquestrats per Ravel formen part, amb el Boléro, de les obres franceses més representades arreu del món.

### L'intèrpret
Ravel va ser un bon pianista sense ser un virtuós (algunes de les seves pròpies obres, principalment el Concert en sol, que somniava interpretar ell mateix, li van resultar inaccessibles). Al llarg de la seva gira americana el 1928, va interpretar la seva Sonatina, va acompanyar la Sonata per a violí i alguna de les seves melodies.
Com a director d'orquestra, mai no va igualar, ni tan sols de lluny, els seus dots d'orquestrador. Les dues gravacions que ens ha deixat (un Boléro datat el 1930 i un Concert en sol datat el 1932) i els testimonis de l'època confirmen que Ravel no era pas un virtuós de la batuta.

## Obres principals
L'obra de Maurice Ravel es caracteritza de manera general per:
- L'abundància relativament modesta, en comparació amb la d'alguns contemporanis
- La gran diversitat de gèneres musicals abordats, llevat de la música religiosa
- La proporció notable d'obres reconegudes com a mestres

El catàleg complet establert per Marcel Marnat conté 111 obres acabades per Maurice Ravel entre 1887 i 1933:
- 86 obres originals
- 25 obres adaptades

Les seves quasi 60 obres principals se citen a continuació:

### Obres originals
| Période           | Títol                           | Instrumentació                                                                            | Parts / Indicacions |
| ----------------- | ------------------------------- | ----------------------------------------------------------------------------------------- | --- |
| OBRES PER A PIANO |                                 |                                                                                           | |
| 1892 - 93         | Sérénade grotesque              | Piano 2 mans                                                                              | Très rude |
| 1895              | Menuet antique                  | Piano 2 mans                                                                              | Maestoso |
| 1895              | Havanera                        | 2 pianos                                                                                  | En demi-teinte et d'un rythme las |
| 1899              | Pavane pour une infante défunte | Piano 2 mans                                                                              | Assez doux, mais d'une sonorité large |
| 1901              | Jeux d'eau                      | Piano 2 mains                                                                             | Très doux |
| 1903 - 05         | Sonatina                        | Piano 2 mans                                                                              | I. Modéré - II. Mouvement de menuet - III. Animé |
| 1904 - 05         | Miroirs                         | Piano 2 mans                                                                              | I. Noctuelles - II. Oiseaux tristes - III. Une barque sur l'océan IV. Alborada del gracioso - V. La vallée des cloches                                                        |
| 1908              | Gaspard de la nuit              | Piano 2 mans                                                                              | I. Ondine - II. Le gibet - III. Scarbo |
| 1908 - 10         | Ma mère l'Oye                   | Piano 4 mans                                                                              | I. Pavane de la Belle au bois dormant - II. Petit Poucet - III. Laideronnette, impératrice des pagodes - IV. Les entretiens de la Belle et de la Bête - V. Le jardin féérique |
| 1909              | Menuet sur le nom de Haydn      | Piano 2 mans                                                                              | Mouvement de menuet |
| 1911              | Valses nobles et sentimentales  | Piano 2 mans                                                                              | I. Modéré. Très franc - II. Assez lent - III. Modéré - IV. Assez animé - V. Presque lent VI. Vif - VII. Moins vif - VIII. Epilogue. Lent                                      |
| 1912              | À la manière de... Chabrier     | Piano 2 mans                                                                              | Allegretto |
| 1912              | À la manière de... Borodine     | Piano 2 mans                                                                              | Valse. Allegro giusto |
| 1914 - 17         | Le Tombeau de Couperin          | Piano 2 mans                                                                              | I. Prélude - II. Fugue - III. Forlane - IV. Rigaudon - V. Menuet - VI. Toccata                                                                                                |
| 1918              | Frontispice                     | 2 pianos 5 mans                                                                           | Sense indicació |
| OBRES ORQUESTALS  |                                 |                                                                                           | |
| 1898              | Ouverture de Shéhérazade        | Orquestra                                                                                 | Ouverture de féerie |
| 1907              | Rapsòdia espanyola              | Orquestra                                                                                 | I. Prélude à la nuit - II. Malagueña - III. Habanera - IV. Feria |
| 1909 - 12         | Daphnis et Chloé                | Orquestra i cor                                                                           | Simfonia coreogràfica en dues parts |
| 1919 - 20         | La Valse                        | Orquestra                                                                                 | Mouvement de valse viennoise - Un peu plus modéré - 1r Mouvement - Assez animé                                                                                                |
| 1922 - 24         | Tzigane                         | Violí i Orquestra                                                                         | Lento - Moderato - Allegro |
| 1928              | Boléro                          | Orquestra                                                                                 | Tempo di Bolero moderato assai |
| 1929 - 30         | Concert per a la mà esquerra    | Piano i orquestra                                                                         | Lento - Allegro - Tempo I |
| 1929 - 31         | Concert per a piano en sol      | Piano i orquestra                                                                         | I. Allegramente - II. Adagio assai - III. Presto |
| MÚSICA DE CAMBRA  |                                 |                                                                                           | |
| 1897              | Sonata pòstuma                  | Violí, piano                                                                              | Allegro moderato |
| 1902 - 03         | Quartet de corda en fa major    | 2 Violins, viola, violoncel                                                               | I. Allegro moderato - II. Assez vif, très rythmé III. Très lent - IV. Vif et agité                                                                                            |
| 1905              | Introduction et Allegro         | Arpa, flauta, clarinet, 2 violins, viola, violoncel                                       | Introduction - Allegro |
| 1914              | Trio en la menor                | Piano, violí, violoncel                                                                   | I. Modéré - II. Pantoum. Assez vif - III. Passacaille. Très large - IV. Finale. Animé                                                                                         |
| 1920 - 22         | Sonata per a violí i violoncel  | Violí, violoncel                                                                          | I. Allegro - II. Très vif - III. Lent - IV. Vif, avec entrain |
| 1924              | Tzigane                         | Violí, piano                                                                              | Lento - Moderato - Allegro |
| 1927              | Sonata per a violí i piano      | Violí, piano                                                                              | I. Allegretto - II. Blues. Moderato - III. Perpetuum mobile |
| MÚSICA VOCAL      |                                 |                                                                                           | |
| 1897 - 99         | Deux épigrammes                 | Soprano i piano                                                                           | I. D'Anne jouant de l'espinette - II. D'Anne qui me jecta de la neige - (Clément Marot)                                                                                       |
| 1903              | Shéhérazade                     | Soprano i orquestra                                                                       | I. Asie - II. La flûte enchantée - III. L'indifférent - (Tristan Klingsor) |
| 1906              | Histoires naturelles            | Veu i piano                                                                               | I. Le paon - II.Le grillon - III. Le cygne - IV. Le martin-pêcheur - V. La pintade - (Jules Renard)                                                                           |
| 1907              | Chansons populaires grecques    | Soprano i piano                                                                           | I. Chanson de la mariée - II. Là-bas, vers l'église - III. Quel galant m'est comparable IV. Chanson des cueilleuses de lentisques - V. Tout gai ! - (Grèce)                   |
| 1913              | Trois poèmes de Mallarmé        | Veu i orq. de cambra                                                                      | I. Soupir - II. Placet futile - III. Surgi de la croupe et du bond - (Stéphane Mallarmé)                                                                                      |
| 1914              | Mélodies hébraïques             | Veu i piano                                                                               | I. Kaddich - II. L'énigme éternelle - (Israël) |
| 1922              | Chansons madécasses             | Soprano/baríton, piano, flauta i violoncel                                                | I. Nahandove - II. Aoua - III. Il est doux - (Évariste Parny) |
| 1923 - 24         | Ronsard à son âme               | Veu i piano                                                                               | Amelette Ronsardelette - (Pierre de Ronsard) |
| 1927              | Rêves                           | Veu i piano                                                                               | Un enfant court - (Léon-Paul Fargue) |
| 1932 - 33         | Don Quichotte à Dulcinée        | Baríton i piano/orq.                                                                      | I. Chanson romanesque - II. Chanson épique - III. Chanson à boire - (Paul Morand)                                                                                             |
| OBRES LÍRIQUES    |                                 |                                                                                           | |
| 1907 - 11         | L'Heure espagnole               | Òpera per cinc veus solistes amb orquestra sobre llibret de Franc-Nohain                  | Òpera per cinc veus solistes amb orquestra sobre llibret de Franc-Nohain |
| 1919 - 25         | L'Enfant et les Sortilèges      | Fantasia lírica en dues parts per solistes i cor, amb orquestra, sobre llibret de Colette | Fantasia lírica en dues parts per solistes i cor, amb orquestra, sobre llibret de Colette                                                                                     |

### Obres adaptades
| ARRANJAMENTS DE LES SEUES PRÒPIES OBRES |                                 |                       | |
| Període                                 | Títol                           | Arranjament           | Parts / Indicacions |
| 1906                                    | Une barque sur l'océan          | Orquestració          | D'un rythme souple |
| 1910                                    | Pavane pour une infante défunte | Orquestració          | Lent |
| 1911 - 12                               | Ma mère l'Oye                   | Orquestració          | I. Prélude - II. Danse du rouet et scène - III. Pavane de la Belle au bois dormant IV. Les entretiens de la Belle et de la Bête - V. Petit Poucet - VI. Laideronnette, impératrice des pagodes - VII. Le jardin féerique |
| 1912                                    | Valses nobles et sentimentales  | Orquestració          | I. Modéré. Très franc - II. Assez lent - III. Modéré - IV. Assez animé - V. Presque lent - VI. Vif VII. Moins vif - VIII. Epilogue. Lent                                                                                 |
| 1918                                    | Alborada del gracioso           | Orquestració          | Assez vif |
| 1919                                    | Le Tombeau de Couperin          | Orquestració          | I. Prélude - II. Forlane - III. Menuet - IV. Rigaudon |
| 1920                                    | La Valse                        | Reducció per 2 pianos | Mouvement de valse viennoise |
| 1929                                    | Boléro                          | Reducció per a piano  | Tempo di Bolero moderato assai |
| 1929                                    | Menuet antique                  | Orquestració          | Maestoso |
| 1932                                    | Concerto en sol majeur          | Reducció per 2 pianos | I. Allegramente - II. Adagio assai - III. Presto |

| ARRANJAMENTS D'ALTRES OBRES |                                   |                   |                               |                                                  |
| Període                     | Títol                             | Autor original    | Arranjament                   | Parts / Indicacions                              |
| 1909                        | Trois Nocturnes                   | Claude Debussy    | Reducció per 2 pianos         | I. Nuages - II. Fêtes - III. Sirènes             |
| 1910                        | Prélude à l'après-midi d'un faune | Claude Debussy    | Reducció per a piano a 4 mans | Très modéré                                      |
| 1913                        | Khovànxtxina                      | Modest Mússorgski | Orquestració                  | Orquestració completada amb Ígor Stravinski      |
| 1914                        | Carnaval                          | Robert Schumann   | Orquestració                  |                                                  |
| 1914                        | Les Sylphides                     | Frédéric Chopin   | Orquestració                  | I. Prélude - II. Nocturne - III. Valse           |
| 1917 - 1918                 | Menuet pompeux                    | Emmanuel Chabrier | Orquestració                  | Extret de les Dix Pièces pittoresques            |
| 1922                        | Quadres d'una exposició           | Modest Mússorgski | Orquestració                  | 10 quadres i 5 passeigs                          |
| 1923                        | Sarabande et Danse                | Claude Debussy    | Orquestració                  | I. Sarabande – II. Danse ou Tarentelle styrienne |

### Obres més interpretades
Al portal de la SACEM, Ravel és el músic francès encara no caigut en el domini públic que s'exporta millor des de fa decennis.
Per exemple, el Boléro va romandre al cap de la classificació mundial dels drets SACEM fins al 1993, seguit de ben a prop per l'orquestració dels Quadres d'una exposició de Mússorgski.
El 1994 i el 1995, de les deu obres més exportades de la SACEM, cinc eren de Ravel: 
- Boléro
- Quadres d'una exposició
- Daphnis et Chloé
- Concert en sol
- Ma mère l'Oye

El 2004 encara, el Boléro ocupava el tercer lloc.